# 궁 (뮤지컬)
《뮤지컬 궁》은 2010년에 초연된 뮤지컬이다. 2010년 9월 대한민국의 국립중앙박물관에서 첫 상연되었다. 극 감독은 김재성이 맡았다.